# Teunis G. Bergen

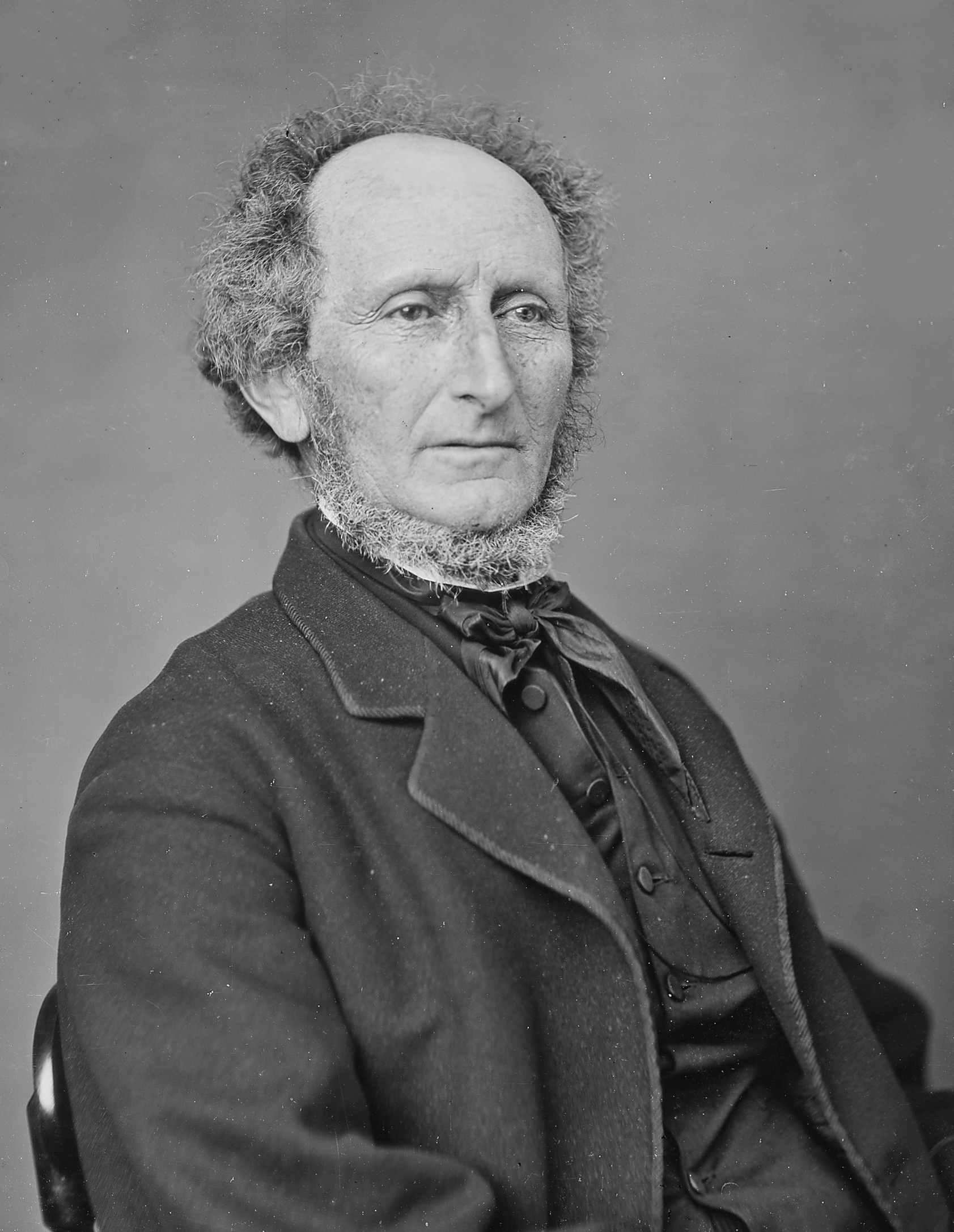
Teunis G. Bergen (1806–1881)

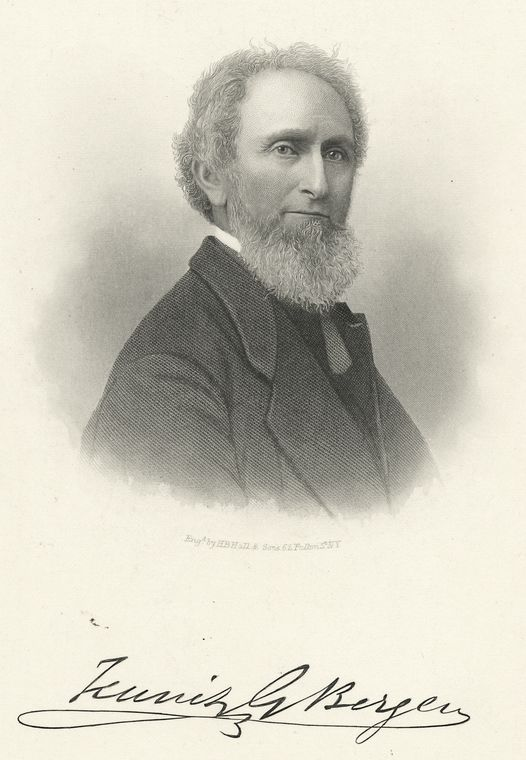
Teunis G. Bergen

Teunis Garret Bergen (* 6. Oktober 1806 in Brooklyn, New York; † 24. April 1881 ebenda) war ein US-amerikanischer Politiker. Zwischen 1865 und 1867 vertrat er den Bundesstaat New York im US-Repräsentantenhaus.

## Werdegang
Teunis Garret Bergen wurde ungefähr sechs Jahre vor dem Ausbruch des Britisch-Amerikanischen Krieges in Brooklyn geboren und wuchs dort auf. Er besuchte Gemeinschaftsschulen und die Erasmus Hall Academy in Flatbush. Danach war er in der Landwirtschaft tätig und ging einer Beschäftigung als Landvermesser nach. Zwischen 1836 und 1859 war er Town Supervisor von New Utrecht im Kings County. Er nahm in den Jahren 1846, 1867 und 1868 an den verfassunggebenden Versammlungen von New York teil und ein Jahr vor dem Ausbruch des Bürgerkrieges an den Democratic National Conventions in Baltimore und Charleston.
Politisch gehörte er der Demokratischen Partei an. Bei den Kongresswahlen des Jahres 1864 wurde er im zweiten Wahlbezirk von New York in das US-Repräsentantenhaus in Washington, D.C. gewählt, wo er am 4. März 1865 die Nachfolge von Martin Kalbfleisch antrat. Da er auf eine erneute Kandidatur im Jahr 1866 verzichtete, schied er nach dem 3. März 1867 aus dem Kongress aus.
Danach war er wieder in der Landwirtschaft tätig und führte Vermessungsarbeiten bei New Utrecht durch. Darüber hinaus verfasste er literarische und historische Arbeiten. Bergen trat als Leutnant zur See (ensign) in das 241. Regiment der Nationalgarde von New York, besser bekannt als Kings County Troop, ein und stieg im Laufe der Zeit bis zum Colonel auf. Er verstarb am 24. April 1881 in Brooklyn und wurde dann auf dem Green-Wood Cemetery beigesetzt. Sein Großcousin war der Kongressabgeordnete John T. Bergen.